# Сельское поселение «Таптанай»
Се́льское поселе́ние «Таптанай» (бур. Табтаанай hомон) — муниципальное образование в Дульдургинском районе Забайкальского края Российской Федерации.
Административный центр — село Таптанай.

## История
Статус и границы сельского поселения установлены Законом Читинской области от 19 мая 2004 года «Об установлении границ, наименований вновь образованных муниципальных образований и наделении их статусом сельского, городского поселения в Читинской области».

## Население
| 2010 | 2011 | 2012 | 2013 | 2014 | 2015 | 2016 |
| ---- | ---- | ---- | ---- | ---- | ---- | ---- |
| 803  | ↘802 | ↘771 | ↘761 | ↗771 | ↘764 | ↘749 |
| 2017 | 2018 | 2019 | 2020 | 2021 |      |      |
| ↘717 | ↗728 | ↗734 | ↘729 | ↘717 |      |      |

## Состав сельского поселения
| № | Населённый пункт | Тип населённого пункта       | Население |
| - | ---------------- | ---------------------------- | --------- |
| 1 | Бурал            | хутор                        | ↘8        |
| 2 | Верхний Таптанай | село                         |           |
| 3 | Таптанай         | село, административный центр | ↘710      |